# Szávai vízicsiga
A szávai vízicsiga vagy zalai szurokcsiga (Amphimelania holandrii) a Szávában és a Duna alsó szakaszán honos vízicsigafaj.

## Megjelenése
A szávai vízicsiga vastag héjú házának magassága 9–23 mm, szélessége 8–13 mm, 5-7 kanyarulatból áll. Formája megnyújtott vagy tömzsibb kúp alakú, csúcsa kihegyesedő. A ház nagy részét az utolsó kanyarulat teszi ki. Sárgás, barnás vagy zöldes színű héja sima felületű, de tarajszerű élek is lehetnek rajta, amelyeket kisebb, megvastagodott csomók díszíthetnek. Lehet egyszínű, de néha 2-4 sötétbarna csík is található rajta, amelyek néha csak a ház belsejéből látszanak. A ház belső felülete barnásan színezett. A szájadék magasabb, mint amilyen széles, felül kihegyesedő.

## Elterjedése
A Szávában, az Al-Dunában és mellékfolyóikban honos Albániában, Boszniában, Bulgáriában, Görögországban, Horvátországban, Macedóniában, Romániában, Szerbiában, Szlovéniában. Ausztriából élőhelyének pusztulása miatt kihalt. Magyarországon a Szávában, Drávában, Murában, Kerkában és Zalában található meg, de sehol sem gyakori.

## Életmódja
Közepes vagy gyors folyású folyók, patakok lakója; többnyire nem sokkal a felszín alatt köveken, fatörzseken található meg.
Magyarországon védett, természetvédelmi értéke 10 000 Ft.